# Jedovnický potok
Jedovnický potok je potok v okrese Blansko v České republice. Včetně podzemní části je 18 km dlouhý.

## Průběh toku
Pramení poblíž obce Krásensko pod vrcholem Kojál v nadmořské výšce téměř 600 m. Protéká přes obce Podomí a Jedovnice, kde napájí rybníky Budkovan a Olšovec. Po 12 km se ztrácí v nejmohutnějším propadání Moravského krasu – v Rudickém propadání. Po dalších 6 km vyvěrá poblíž jeskyně Býčí skála, kterou protéká, a po několika metrech ústí do Křtinského potoka.

## Fotogalerie

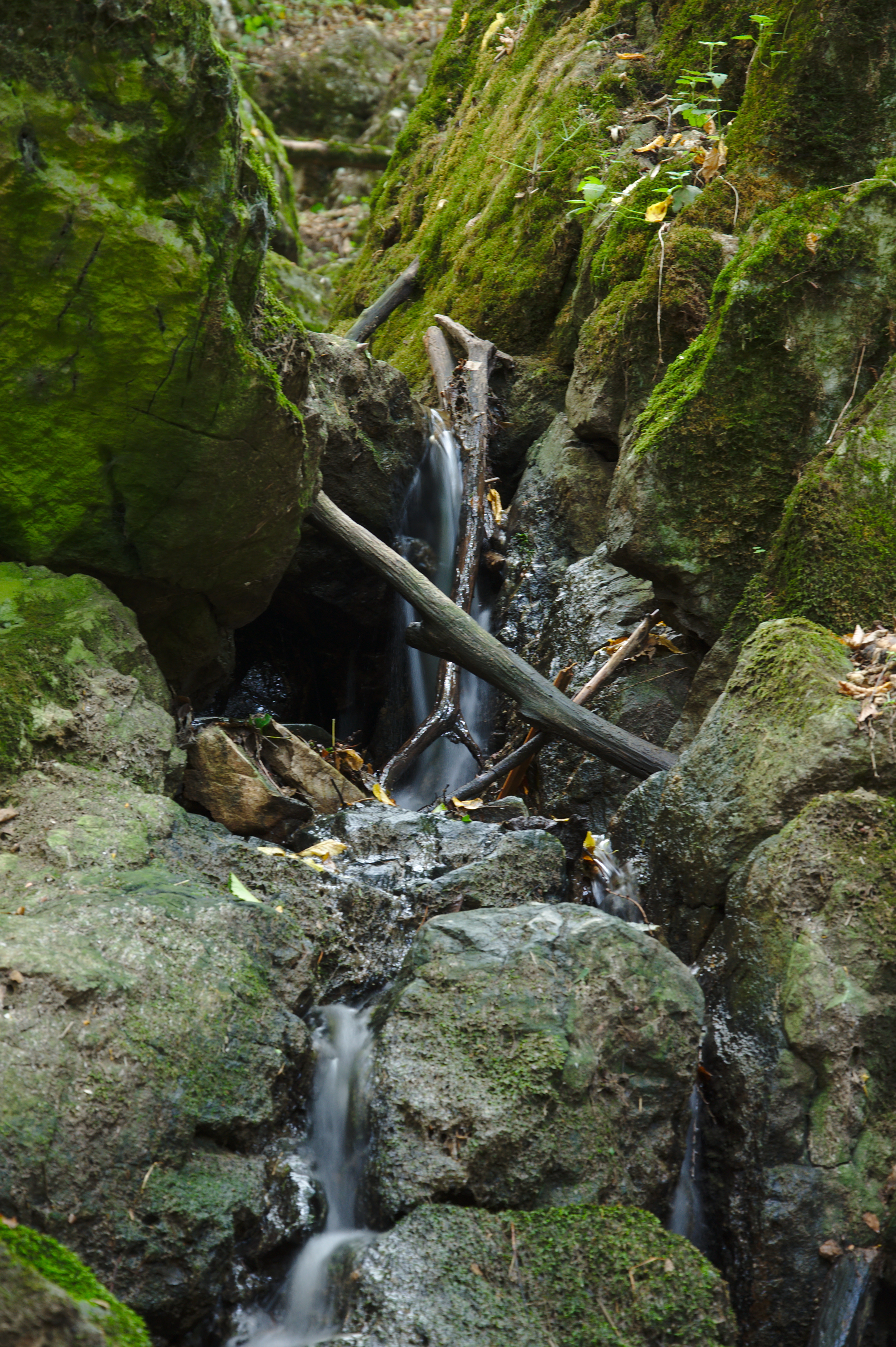
Bezejmenný přítok
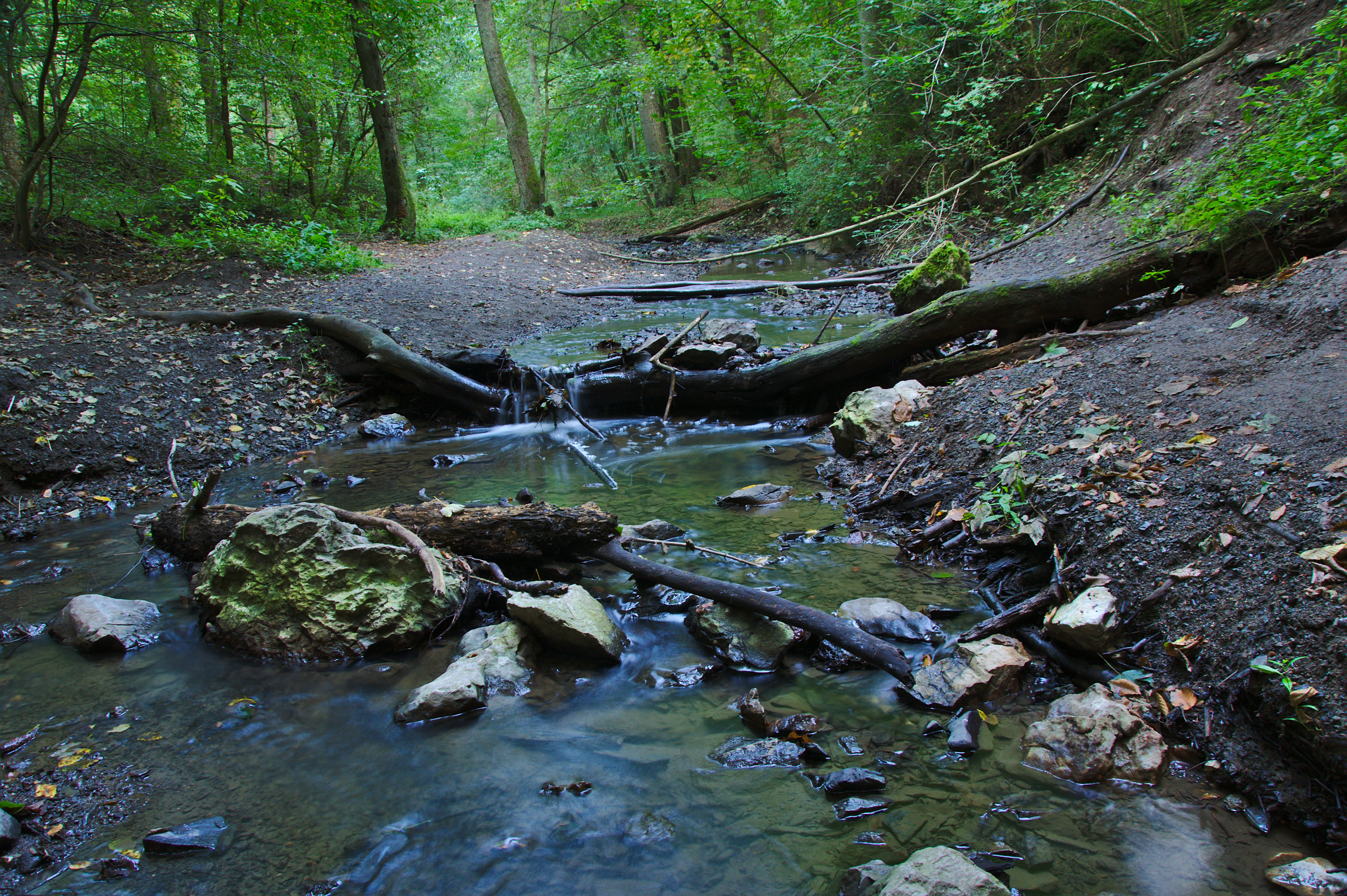
Jedovnický potok před propadáním
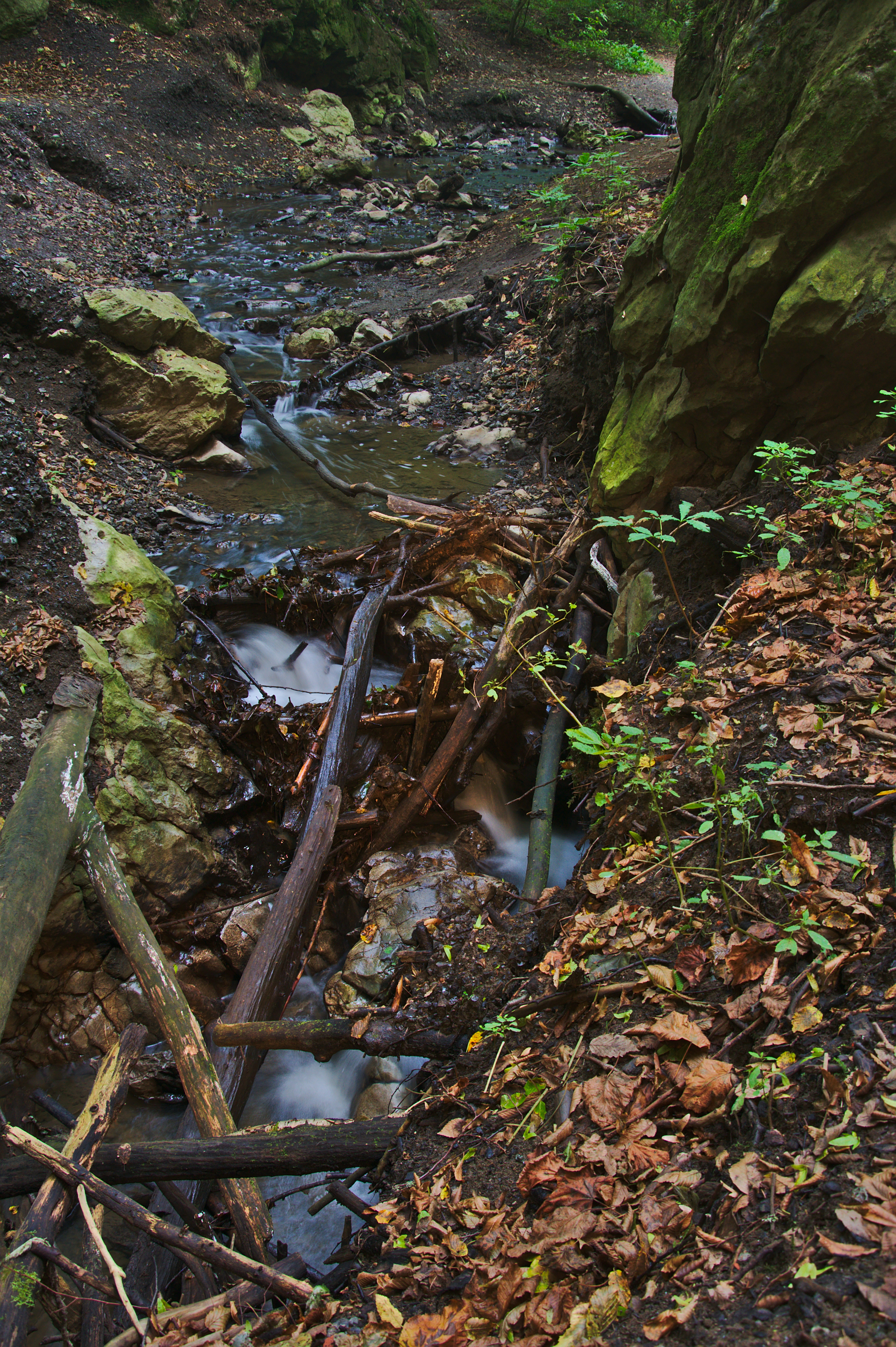
Rudické propadání